# Tercera División Provincial de Fútbol de Lima
La Tercera División Provincial de Fútbol de Lima fue creada por la FPF en 1930. Era una categoría inferior a la Segunda División Provincial de Fútbol de Lima. Se mantuvo en vigencia hasta 1940. Posteriormente es eliminada. Finalmente es restaurada en 1951 y se mantiende operando hasta 1975.

## Historia
La Tercera División Provincial de Fútbol de Lima fue creada por la FPF en el año 1930. Fue la categoría inferior a la Segunda División Provincial de Fútbol de Lima.  Abarcó en sus primeros, a muchos clubes de la capital y del primer puerto de la época. No obstante, varios equipos chalacos se desafiliaron y pasaron a la recién creada Liga Provincial de Fútbol del Callao en 1932. Sin embargo, algunos equipos del Callao se mantuvieron en la Tercera División Provincial de Fútbol de Lima.
Adoptó el esquema de trabajo de la Segunda División Provincial de Fútbol de Lima de 1926. La Tercera se dividió en cuatro zonas:  Lima, Callao, Rímac y Balnearios. En el caso particular de la Zona Lima, se dividía en cuatro series, mientras la de Balnearios se divide en dos series. A su vez, cada campeón de las series de cada zona, tenían el derecho a ascender a la Segunda División Provincial de Fútbol de Lima del siguiente periodo. No obstante, se jugaba una liguilla para determinar el campeón de campeones de la tercera división provincial. Las liguillas de campeones fueron muy peleadas en esta época. Sólo los mejores equipos conseguían ascender. Mientras, los equipos que se mantenían últimos en la tercera división, quedaban desafiliados por un año y luego retornaba a competir al año siguiente. Este modelo de competencia duró hasta 1940. 
Con la creación de la Liga Regional de Lima y Callao, la Tercera División Provincial de Fútbol de Lima queda desaparecida desde 1941 al 1950.
Ya para el año 1951, la FPF restaura la Tercera División Provincial de Fútbol de Lima (esta vez como tercera categoría). Con la aparición de las ligas distritales, fue perdiendo relevancia. La categoría se mantiene en funcionamiento hasta 1975. El esquema de trabajo cambió ya que el campeón y en ocasiones el subcampeón ascendería directamente a la Segunda División Provincial de Fútbol de Lima.

## Estructura

### Periodos 1926-1928
La estructura del fútbol limeño, se diseñó de la siguiente forma:
- Primera División Provincial de Lima, Primera Categoría
- División Intermedia, Segunda Categoría
- Segunda División Provincial de Fútbol de Lima ó Segunda División Amateur, Tercera Categoría
- Tercera División Provincial de Fútbol de Lima o Tercera Amateur, Cuarta Categoría

### Periodo 1929
La estructura del fútbol limeño, se modificó en la siguiente forma:
- Primera División Provincial de Lima, Primera Categoría
- Primera División B, Segunda Categoría
- División Intermedia, Tercera Categoría
- Segunda División Provincial de Fútbol de Lima ó Segunda División Amateur, Cuarta Categoría
- Tercera División Provincial de Fútbol de Lima o Tercera Amateur, No entró en competitividad.

### Periodos 1930-1940
Se reestructura el sistema del fútbol limeño, de la siguiente manera:
- Primera División Provincial de Lima, Primera Categoría
- División Intermedia, Segunda Categoría
- Segunda División Provincial de Fútbol de Lima ó Segunda Amateur, Tercera Categoría
- Tercera División Provincial de Fútbol de Lima o Tercera Amateur, Cuarta Categoría

Todas las categorías está debajo en jerarquía de la división de honor/nacional.

### Periodos 1951-1975
Se restructura el sistema del fútbol limeño, de la siguiente manera:
- Primera División Provincial de Lima, Primera Categoría
- Segunda División Provincial de Fútbol de Lima, Segunda Categoría
- Tercera División Provincial de Fútbol de Lima, Tercera Categoría

Todas las categorías está debajo en jerarquía de la división de honor/nacional.

## Campeonatos

### Cuarta Categoría 1926 al 1940
| Ed. | Año       | Año                                                       | Campeón                                                   |
| --- | --------- | --------------------------------------------------------- | --------------------------------------------------------- |
| 1   | 1926      | Asociación Amateur                                        | Atlético Ucayali                                          |
| 1   | 1926      | Liga Peruana N.º 1                                        | Sportivo Lavarello                                        |
| 1   | 1926      | Liga Chalaca                                              | Inca Callao                                               |
| 1   | 1926      | A.D. Rímac                                                | Team Combinado Rímac                                      |
| 1   | 1926      | A.D. Barrios Altos                                        | Juventud Soledad                                          |
| 1   | 1926      | Liga de Balnearios                                        | Unión Buenos Aires                                        |
| 2   | 1927      | Asoc. Amateur N°1                                         | Juventud Nepeña                                           |
| 2   | 1927      | Asoc. Amateur N°2                                         | Strong Boys Lima                                          |
| 2   | 1927      | A.D. Barrios Altos                                        | Sucre F.B.C.                                              |
| 2   | 1927      | Liga Chalaca N°1                                          | Alianza Bellavista                                        |
| 2   | 1927      | Liga Chalaca N°2                                          | Porteño F.B.C.                                            |
| 2   | 1927      | Liga de Lima N°1                                          | Lima FBC                                                  |
| 2   | 1927      | Liga de Lima N°2                                          | Alianza San Martín                                        |
| 2   | 1927      | Liga de Rímac                                             | Asociación Bolívar Rímac                                  |
| 2   | 1927      | Liga de Balnearios                                        | Once Amigos Barranco                                      |
| 3   | 1928      | A.D. Barrios Altos                                        | Unión América                                             |
| 3   | 1928      | Liga Chalaca 1                                            | Sport Boys                                                |
| 3   | 1928      | Liga Chalaca 2                                            | Telmo Carbajo                                             |
| 3   | 1928      | Liga de Lima 1                                            | Ricardo Treneman                                          |
| 3   | 1928      | Liga de Lima 2                                            | Juventud Sandino                                          |
| 3   | 1928      | Liga de Lima 3                                            | Alianza Huancavelica                                      |
| 3   | 1928      | Liga de Lima 4                                            | Simón Maggiolo                                            |
| 3   | 1928      | Liga de Rímac                                             | Asociación Deportiva Tarapacá                             |
| 3   | 1928      | Liga de Balnearios                                        | Sport Juventud Miraflores                                 |
| –   | 1929      | No hubo torneo.                                           | No hubo torneo.                                           |
| 4   | 1930      | Zona de Lima 1                                            | Alianza San Martín                                        |
| 4   | 1930      | Zona de Lima 2                                            | Independiente de Deportes                                 |
| 4   | 1930      | Zona de Lima 3                                            | American Star                                             |
| 4   | 1930      | Zona de Lima 4                                            | Nueve de Diciembre                                        |
| 4   | 1930      | Zona del Rímac                                            | Alianza Marañón                                           |
| 4   | 1930      | Zona del Callao                                           | Sport Boys                                                |
| 4   | 1930      | Zona de Balnearios 1                                      | Juventud Chorrillos                                       |
| 4   | 1930      | Zona de Balnearios 2                                      | Bolognesi                                                 |
| 5   | 1931      | Zona de Lima                                              | Juventud Nepeña                                           |
| 5   | 1931      | Zona del Rímac                                            | Atlético Espinar                                          |
| 5   | 1931      | Zona del Callao                                           | Atlético Excelsior                                        |
| 5   | 1931      | Zona de Balnearios 1                                      | Santiago de Surco                                         |
| 5   | 1931      | Zona de Balnearios 2                                      | Independencia Miraflores                                  |
| 6   | 1932      | Zona Este                                                 | Asociación Deportiva Tarapacá                             |
| 6   | 1932      | Zona Oeste                                                | Atlético Santa Rosa                                       |
| 6   | 1932      | Zona del Rímac                                            | Asociación Rímac                                          |
| 6   | 1932      | Zona de Balnearios                                        | Alianza Risso                                             |
| 7   | 1933      | Zona Este                                                 | Alianza Firpo                                             |
| 7   | 1933      | Zona Oeste                                                | Simón Maggiolo                                            |
| 7   | 1933      | Zona del Rímac                                            | KDT Nacional                                              |
| 7   | 1933      | Zona de Balnearios                                        | Estudiantes Chorrillos                                    |
| 8   | 1934      | Zona Este                                                 | Victoria FBC                                              |
| 8   | 1934      | Zona Oeste                                                | Alianza San Martín                                        |
| 8   | 1934      | Zona del Rímac                                            | Sport Arica Infantas                                      |
| 8   | 1934      | Zona de Balnearios                                        | Sport Almagro                                             |
| 9   | 1935      | Zona Este                                                 | Alianza Risso                                             |
| 9   | 1935      | Zona Oeste                                                | Juventud San Martín                                       |
| 9   | 1935      | Zona del Rímac                                            | Nacional FBC                                              |
| 9   | 1935      | Zona de Balnearios                                        | Agricultor de Surco                                       |
| 10  | 1936      | Zona Este                                                 | Defensor Arica                                            |
| 10  | 1936      | Zona Oeste                                                | Deportivo Yaravi                                          |
| 10  | 1936      | Zona del Rímac                                            | Centro Iqueño                                             |
| 10  | 1936      | Zona de Balnearios                                        | Oriental Chorrillos                                       |
| 11  | 1937      | Zona Este                                                 | Coronel León Velarde                                      |
| 11  | 1937      | Zona Oeste                                                | Unión Santa Catalina                                      |
| 11  | 1937      | Zona del Rímac                                            | Diego de Almagro                                          |
| 11  | 1937      | Zona de Balnearios                                        | Atlético Libertad                                         |
| 12  | 1938      | Zona Este                                                 | Mariscal Sucre                                            |
| 12  | 1938      | Zona Oeste                                                | Racing FBC                                                |
| 12  | 1938      | Zona del Rímac                                            | Alianza Pino                                              |
| 12  | 1938      | Zona de Balnearios                                        | Huracán Barranco                                          |
| 13  | 1939      | Zona Este                                                 | Defensor Guido                                            |
| 13  | 1939      | Zona Oeste                                                | Francisco Daga                                            |
| 13  | 1939      | Zona del Rímac                                            | Juventud Soledad                                          |
| 13  | 1939      | Zona de Balnearios                                        | Association Chorrillos                                    |
| 14  | 1940      | Serie A                                                   | Sport Ilo                                                 |
| 14  | 1940      | Serie B                                                   | Combinado Rímac                                           |
| 14  | 1940      | Serie C                                                   | Unión Buenos Chorrillos                                   |
| –   | 1941–1950 | De 1941 a 1950 se jugó la Liga Regional de Lima y Callao. | De 1941 a 1950 se jugó la Liga Regional de Lima y Callao. |

### Tercera 1951 al 1975
| Año  | Campeón                       | Subcampeón                    |
| ---- | ----------------------------- | ----------------------------- |
| 1951 | Mariscal Castilla             | Atlético Peruano              |
| 1952 | Alianza Libertad              | Sport Huáscar                 |
| 1953 | Sporting Lavarello            | Centro Chupaca                |
| 1954 | Unión Cricket                 | Juventud Perú                 |
| 1955 | Centro Chupaca                | Defensor Guido                |
| 1956 | Strong Boys                   | Atlético Buenos Aires         |
| 1957 | Juventud Perú                 | Sport Maurer                  |
| 1958 | Coronel León Velarde          | Juventud Washingthon          |
| 1959 | Sportivo Ostolaza             | Atlético Ucayali              |
| 1960 | Sport San Ildefonso           | Unión Taucas                  |
| 1961 | Unión Carbone                 | CITSA                         |
| 1962 | Simón Maggiolo                | Intelectual Raymondi          |
| 1963 | CITSA                         | Mariscal Castilla             |
| 1964 | Juventud Washingthon          | Mariscal Castilla             |
| 1965 | Sport Inca                    | The Racing FBC                |
| 1966 | Mariscal Castilla             | Peruvian Boys                 |
| 1967 | Sanguinetti y Dasso           | Peruvian Boys                 |
| 1968 | Sport Pensilvania             | Seguro Social                 |
| 1969 | Seguro Social                 | Compañía Peruana de Teléfonos |
| 1970 | Atlético Ucayali              | Juventud Nepeña               |
| 1971 | Sport Santander               | Compañía Peruana de Teléfonos |
| 1972 | Compañía Peruana de Teléfonos | Bomba Francia                 |
| 1973 | Intelectual Raymondi          | Focion Mariategui             |
| 1974 | Sport Razuri                  | Unión Lazo Lince              |
| 1975 | Pacific Sporting Lima         | Manuel Morales Lima           |